# 皮亚季戈尔卡河
皮亚季戈尔卡河（俄语：Река Пятигорка），前称五个顶子河（俄语：Река Угодинза），是滨海边疆区的河流，源起斯帕斯克区内，长48公里，流域面积728平方公里，注入阿爾謝尼耶夫卡河。1972年更为现名，现名意思是“五个山”，是原名的 calque。河流总落差327米，平均坡度6.8‰，河宽最宽20米，深0.2至1.5米，流速0.4到1米每秒。河床蜿蜒，河岸陡峭，可高达1.5至2.5米。

## 引用
1. ↑  . «Примпогода».   [2024-01-03]. （原始内容存档于2023-09-29）.
2. ↑   (PDF). www.vladcity.com. （原始内容 (PDF)存档于2011-07-17）.
3. ↑  А·П·穆拉诺夫. . 列宁格勒: 气象出版社. 1966 （俄语）.
4. ↑  . 列宁格勒: 气象出版社 （俄语）.
5. ↑  Т·А·基谢尔科瓦娅. . 列宁格勒: 气象出版社. 1977 （俄语）.